# Dziennik Polski (1934–1939)
Dziennik Polski – gazeta codzienna Polaków na Zaolziu, wydawana w latach 1934–1938 w Czeskim Cieszynie z podtytułem „pismo bezpartyjne ludności polskiej w Czechosłowacji”. W okresie 1938–1939 jako „pismo bezpartyjne ludności polskiej”. Powstałe z inspiracji Konsulatu RP w Ostrawie.